# Il pianeta del silenzio
Il pianeta del silenzio (Fiasko) è un romanzo di fantascienza pubblicato nel 1986 scritto dal polacco Stanisław Lem, già noto per il romanzo di fantascienza Solaris. 

## Trama
Il romanzo racconta di una spedizione verso l'ignoto pianeta Quinta al fine di instaurare un contatto con la civiltà che vi abita. Alla spedizione prende parte anche un "resuscitato", ovvero un personaggio, che poi si rivelerà chiave per l'economia del racconto, resuscitato dallo stato di vetrificazione, un congelamento istantaneo dei liquidi organici molto simile alla più comune ibernazione, in cui era caduto a causa di un incidente durante una spedizione di soccorso sul satellite di Saturno, Titano.
L'incapacità di poter stabilire un contatto con gli abitanti del pianeta porta la spedizione ad operare un braccio di ferro con gli alieni, i quali sembrano non voler accettare il contatto, ma anzi coinvolgere la spedizione nel conflitto in atto tra due fazioni che abitano il satellite stesso.
La superiore tecnologia umana, che doveva finalizzare il contatto, si trasforma in un'arma che per rappresaglia annienta la civiltà aliena. 

## Edizioni italiane
- Il pianeta del silenzio, traduzione di Riccardo Valla, Collana Altri Mondi n.12, Milano, Arnoldo Mondadori Editore, 1988,  p. 334, ISBN 978-88-043-1777-7. - Collana Classici Urania n.221, Milano, Mondadori, 1995, pp.368; Collana Oscar Moderni, Mondadori, 2022, ISBN 978-88-047-4580-8.